# Vil du med?
|  | Denne artikel er oprettet af botten Steenthbot ud fra en ekstern database. Den kan derfor have sproglige fejl eller mangler. Denne skabelon kan fjernes efter kontrol af indholdet. |

Vil du med? er en dansk dokumentarfilm fra 1975 instrueret af Anker Sørensen efter eget manuskript.

## Handling
Hvervefilm for Forsvaret